# Anemia spicantoides
Anemia spicantoides är en ormbunkeart som beskrevs av David John Mabberley. Anemia spicantoides ingår i släktet Anemia och familjen Anemiaceae. Inga underarter finns listade.